# Jin Hanato
Jin Hanato (jap. 端戸 仁 Hanato Jin; ur. 31 maja 1990) – japoński piłkarz występujący na pozycji napastnika. Obecnie występuje w Shonan Bellmare.

## Kariera klubowa
Od 2009 roku występował w klubach Yokohama F. Marinos, Giravanz Kitakyushu i Shonan Bellmare.